# Ровинський Дмитро Олександрович
Дмитро́ Олекса́ндрович Рови́нський (1824–1895) — російський історик мистецтва, збирач і дослідник російської й української гравюр, народних картин й ікон. Ровинському належить низка праць з історії мистецтва, зокрема «Русскія народныя картинки» (1881) і «Подроібный словарь русскихъ граверовъ XVI—XIX вв.» (1895), в яких є багато документально-біографічних матеріалів з історії українського граверства. Збирав і досліджував гравюри Рембрандта, А. ван Остаде та інших. Лауреат Уваровської премії.